# Speak English
Speak English è un singolo del rapper italiano Fabri Fibra, il secondo estratto dal quinto album in studio Chi vuole essere Fabri Fibra? e pubblicato il 2 maggio 2009.

## Descrizione
Speak English racconta le differenze fra la società italiana e quella britannica, viste dal punto di vista del rapper e relativamente ad argomenti come l'uso di droghe leggere («In Inghilterra se c'hai l'erba non finisci in croce. Quando fumi questa merda ti va via la voce») la prostituzione («In Inghilterra se vuoi farlo ci stanno le case chiuse mentre qui le prostitute stanno rinchiuse»), la discriminazione dei gay («In Italia sei gay, ti sfotte la gente, In Inghilterra sei gay, ti fanno dirigente») e la crisi economica («In Inghilterra sei al verde, avrai un sussidio, In Italia sei al verde, io non ti invidio»). Il brano termina con un estratto dell'inno nazionale britannico.

## Video musicale
Il videoclip è stato girato a Brighton (città espressamente citata nei primi versi del brano e dove il rapper ha vissuto per un anno) per la regia di Cosimo Alemà.